# Aldo Boni
Aldo Boni (ur. 30 czerwca 1892 w Wenecji, zm. 22 listopada 1984 w Bolonii) – szermierz (szablista i florecista) reprezentujący Włochy, uczestnik letnich igrzysk olimpijskich w 1920 oraz 1924 roku.